# ولنتین نابوت

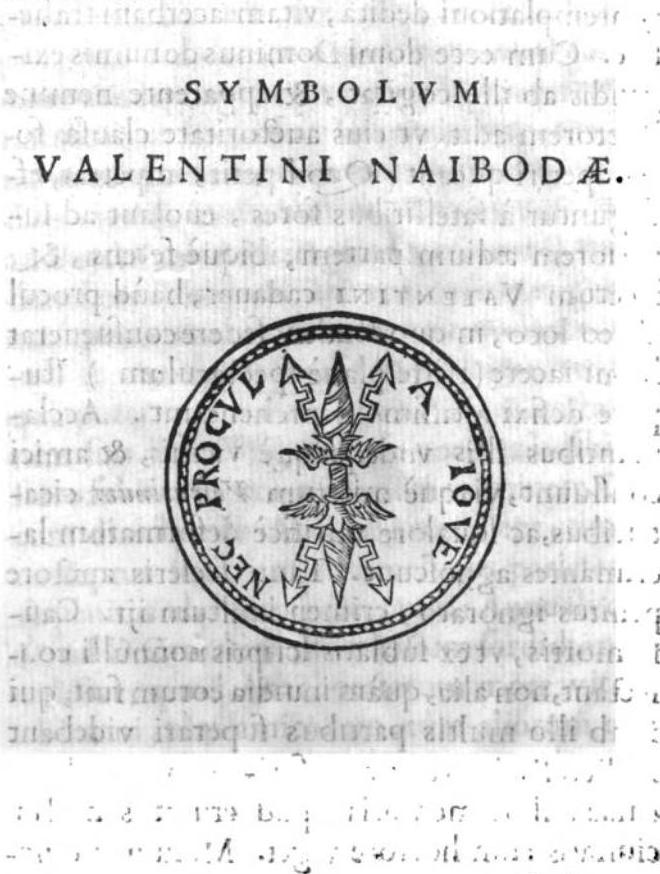
Symbolum
Valentini Naibodae
Sceptrum Jovis Fulmineum
Cum Inscriptione:
NEC PROCUL A JOVE

ولنتین نابوت (Valentin Naboth) (که همچنین ولنتین نایبود یا نابود نیز نوشته شده است) ( 13 فوریه 1523‏ الی 3 مارس)، او که با نام لاتینی «والنتینوس نابودوس» نیز معروف است، یک ریاضی‌دان، منجم و اختربین آلمانی است.

## زندگی و حرفه علمی
ولنتین نابوت در شهر کالوا (لوساتیای سفلی)‏ در خانواده‌ی یهودی به‌دنیا آمد. او برادر بزرگ‌ترِ «الکسیوس نابوت»، الهیات شناس مکتب لوتریانیزم بود. او در سال 1544 در دانشگاه ویتنبرگ پذیرفته شد. در آن زمان، فیلیپ ملانشتن، «ایراسموس رینهولد»، یوهان بوگنهاگن، «پاول ایبر» و «گئورگ میجور» در آن‌جا تدریس می‌کردند. او سپس در سال 1550 میلادی به «دانشگاه ارفورت» رفت.
ولنتین نابوت هنگامی که از ویتنبرگ به ارفورت رفت، از قبل مدرک لیسانس داشت و دارای توانایی‌ها و قابلیت‌های ریاضیاتی قابل ملاحظه‌ای بود. هنگامی که به این مکان علمی آمد، بیماری طاعون شیوع کرده و به همین دلیل دوره‌های تحصیلی کوتاه شده بودند. لیبوروس منگولد بلاغت و نابوت تنها "Sphaera" تدریس می‌کرد. لیبوریوس منگولد، رئیس دانشکده که یک شخص وظیفه‌شناس و اهل واربورگ بود، طوری به‌نظر می‌رسید که با نابوت، ریاضی‎‌دان برجسته تعامل خوبی نداشته باشد. حتی هنگامی که او برای امتحان دکترای خود از دانشگاه پول قرض کرد، لیبوروس در یادداشتِ رئیس دانشکده نوشت که این اتفاق را «هرگز ندیده و نشنیده بود». نابوت سپس امتحان را با موفقیت سپری کرد، ولی پس از دریافت مدرک دکترای خود به دانشکده بی‌درنگ نامه‌ای مملو از محتویات زننده نوشت. همین بود که اندکی بعد، لیبوریس منگلود موقف خود را به عنوان رئیس «سنت گئورگبورس» و استاد فیزیک و بلاغت رها کرد. وظیفه اداری را در شهر اصلی خود، واربورگ، انتخاب نمود. نابوت نیز از این‌جا عزیمت کرد و به دانشگاه کلن رفت و به هدف تدریس ریاضیات در این دانشگاه فعالیتش را ادامه داد که سر انجام به این هدف خود دست یافت.
نابوت از سال 1555 تدریس ریاضیات را دانشگاه کلن نخست به‌صورت خصوصی و سپس از سال 1557 الی 1564 به عنوان استاد رسمی ریاضیات «شهر» آغاز کرد. او بجای «ولسیوس یوستوس» تعیین شد؛ ولسیوس در سال 1556 به دلیل تدریس برخی مواردی که از نگاه کلیسا بدعت در دین بود، مجبور شد کلن را ترک کند. «ردولف اسنلیوس»، ریاضی‌دان هلندی یکی از شاگردان او در دانشگاه کلن بود. او در سال 1556 نخستین کتاب اقلیدس (1556) و سپس اثر ریاضیاتی خود درباره القبیصی (1560)، منجم عرب منتشر کرد، در این کتاب با جادو و خرافت مخالفت نمود. ولسیوس در کار علمی خود نخست از رگیومنتانوس پیروی می‌کرد اما بعداً روش بطلیموس را باتوافق کاردانو ترجیح داد. این دانشمند، یک نسخه از «چهار کتاب» (چهار بخش) بطلمیوس را که متنی در مورد فلسفه و عمل طالع‌بینی است، تدوین و ترتیب کرد، اما این کتاب هیچ‌گاه منتشر نشد. ولسیوس در اثر خود از مردم شهر سپاس‌گذاری نمود که او را در سال‌های اولیه حمایت کردند؛ سال‌هایی که ریاضیات تنها رشته‌ای بود که هنوز در چارت درسی دانشگاه گنجانیده نشده بود.
اگر این موضوع حقیقت داشته باشد، پس مقام استادی رسمی ریاضیات در همان زمان تأسیس شده است. با این‌حال، لاورینتیانر پتروس لاینر پیشنهاد نمود که تدریس نابوت به زمان دیگری واگذار شود، چون لاینر خود ریاضیات را در این دانشگاه درس می‌داد. افزون بر این، او مدعی شد که نابوت از دانشگاه کلن مدرک دکترا ندارد. در حقیقت، رئیس دانشکده تصمیم گرفت که منبعد هیچ‌کس نمی‌تواند در «اسکولا آرتیوم» به تدریس بپردازد، درحالی‌که در یکی از جیمنیزیوم تدریس جریان داشت. اما سرانجام، نابوت در سال 1564 از مقام خود در دانشگاه کلن استعفاء کرد. او سپس به پاریس رفت و در آن‌جا با «شیمون پروکسنوس ز سودتو» (1532-1575)،‏ انسان‌شناس اهل چک دیدن کرد که این شخص او را با پتروس راموس آشنا ساخت. متعاقباً، نابوت راهی ایتالیا شد و در نهایت در شهر پادوا که مرکز مطالعات آن وقت بود، اقامت گزید و در آن‌جا به تدریس نجوم پرداخت.

## آثار
نابوت مؤلف کتاب عمومی نجوم با عنوان Enarratio elementorum astrologiae است. این اثر به دلیل محاسبه حرکت میانگین سالانه خورشید شناخته شده است. نوشتجات او به طور مختصر به توضیح در مورد بطلمیوس و منجمان عرب پرداخته است.
| |  |  |
| نمایش نمای متعارف از منظومه شمسی (چپ)، شکل مدل نجومی جئو-هلیوسنتریک مارتیانوس کاپلا (مرکز) و مدل هلیوسنتریک کوپرنیکی است. |  |  |

نابوت در سال 1573 کتاب درسی مرتبط به نجوم را تحت عنوان؛ Primarum de coelo et terra برای شاگردان جیمنیزیوم منتشر کرد که کتاب مزبور برای استفان باتوری وقف شده بود. تردیدی وجود ندارد که نابوت هنگام نوشتن این اثر از کتاب «درباره گردش افلاک آسمانی» الهام گرفته بود، زیرا او طرح‌واره مدل متعارف منظومه شمسی، مدل جئو-هلیوسنتریک مارتیانوس کاپلا، همچنین مدل هلیوسنتریک کوپرنیک را در این کتاب ارائه کرده است. تیکو براهه یک نسخه اولیه این کتاب را نزد خود داشت و از آنجایی که این کتاب حاوی نمایش شماتیک اولیه مدل هلیوسنتریک کاپلا است، احتمال دارد این کتاب الهام‌بخش مدل جئو-هلیوسنتریک تیکو باشد. همچنین ممکن است پاول ویتیک در راستای اتخاذ سیستم کاپلا به منظور توضیح حرکت سیارات پایین‌تر، تحت تأثیر کتاب نابوت قرار گرفته باشد. همچنین احتمال می‌رود کپلر نیز از این کتاب استفاده کرده باشد. نابوت در این کتاب اصطلاح «منظومه جهان»‏ را معرفی کرد؛ مفهومی که بعدها از سوی تیکو، کپلر و گالیله مورد تأیید و اقتباس قرار گرفت.

## سال‌های پایانی
نابوت در آخر عمرش با روزهای سخت و پرچالشِی مواجه شد. توماسو کامپانیلا در کتابی که در سال 1629 در شهر لیون منتشر کرد، داستان زندگی نابوت را روایت می‌کند. او در این اثر می‌گوید که نابوت در شهر پادوا، ایتالیا می‌زیست. هنگامی که او از طالع‌بینی خود دریافت که قرار است وارد یک دوره سراسر خطرهای شخصی شود، غذا و نوشیدنی فراوانی را نزد خود ذخیره کرد، دروازه و پنجره‌هایش را قفل نمود و قصد داشت تا پایان دوره خطر، پنهان بماند. متأسفانه برخی سارقان متوجه شدند که در و دیوار خانه‌اش بسته و قفل است و کسی آن‌جا دیده نمی‌شود. لذا به خانه‌ای که می‌پنداشت خالی است، داخل شدند و اما با صاحب خانه، نابوت، روبرو شدند؛ سرانجام او را در داخل خانه‌اش به قتل رسانیدند تا بتوانند هویت خود را مخفی نگهدارند. بنابر این، او با محاسبات نجومی خود که پیش‌بینی کرده بود نتوانست از قضاء یا سرنوشت خود فرار کند.
ابراهام ساندیک در سال 1593 در «کنش‌های هنرنمایی آلمانی» واقعه آن روزگار را اینگونه روایت کرده است: «در سوم مارس، واقعه‌ای غم‌انگیزی اتفاق افتاد؛ ولنتین نابوت سیلزی شصت ساله، یک ریاضی‌دان معروف بود، او در اتاقش در حالت مرده پیدا شد. درحالی که از مکان‌های پر رفت‌وآمد دور شده بود و بدنش پنج زخم برداشته بود؛ یکی روی سینه زیر نوک سینه چپ، دیگری روی سمت چپ، سومی سمت راست شکم، چهارمی زیر ناف و پنجمی در دست چپ‌اش اصابت کرده بود.

## آثار منتخب
- Elementorum Geometricorum liber primus, cui ex sequentibus libris accesserunt Propositiones selectae atque ita ordinatae, ut demonstrari queant observata Geometrarum Methodo, Cologne 1556.
- De calculatoria numerorumque natura Sectiones quatuor, Cologne 1556.
- Enarratio elementorvm astrologiae in qva praeter Alcabicii, qvi Arabum doctrinam compendio prodidit, expositionem, atq[ue] cum Ptolemaei principijs collationem, reiectis sortilegijs & absurdis vulgoq[ue] receptis opinionibus, de verae artis praeceptorum origine & usu satis disseritur, Cologne 1560.
- Primarum de coelo et terra institutionum quotidianarumque mundi revolutionum, libri tres, Venice (1573)
- Astronomicarum institutionum libri III, quibus doctrinae sphaericae elementa methodo nova, facili et ad captum tyronum aptissima traduntur, Venice (1580)
- De annui temporis mensura in Directionibus and De Directionibus, published by Giovanni Antonio Magini in De astrologica ratione, Venice (1607)